# Pierre Bourdieu
Pierre Bourdieu (Denguin, 1 d'agost de 1930 - París, 23 de gener de 2002) fou un sociòleg, antropòleg i filòsof francès.
Va ser un dels més prestigiosos i polèmics pensadors contemporanis i un dels inspiradors intel·lectuals del moviment antiglobalitzador o altermundista. Les seues aportacions han estat rellevants en diversos camps, des de l'etnografia a l'art, la literatura, l'educació i la política. El seu llibre més famós, La distinction: critique sociale du jugement («La distinció: criteri i bases socials del gust»), de 1979, va ser triat com un dels deu treballs sociològics més importants del segle xx per la International Sociological Association (ISA). Va ser professor de Sociologia al Collège de France, director d'estudis de l'École des Hautes Études en Sciences Sociales i membre de l'Acadèmia Europea de les Ciències i les Arts. Va dirigir la revista Actes de la recherche en sciences sociales.
Va nàixer a Denguin, un poblet del Pirineu, al sud-oest de l'Estat francès, on el seu pare era l'administrador de correus. De menut, a l'escola, va ser un estudiant brillant i bon jugador de rugbi. Es va traslladar a París per a estudiar Filosofia a l'École Normale Supérieure, on va ser company d'estudis de Jacques Derrida i es va interessar, fonamentalment, pels treballs del jove Karl Marx, de Maurice Merleau-Ponty, Edmund Husserl i Martin Heidegger. Durant un any va exercir de professor de filosofia, però va ser reclutat per a la Guerra d'Algèria, en què va servir durant dos anys. Entre 1959 i 1960, va treballar a la Universitat d'Alger i va investigar la cultura amaziga, l'agricultura tradicional i el treball a Algèria. El 1960 va tornar a França com a antropòleg.
Va aprofundir els seus estudis d'antropologia i sociologia i va fer classes a la Universitat de París (1960-62) i a la Universitat de Lilla (1962-64). El 1962 es va casar amb Marie-Claire Brisard. El 1964 va ingressar al cos de professors de l'Escola dels Annales i el 1968 va ser nomenat director del Centre de Sociologie Européenne, on va començar un projecte d'investigació col·lectiva, extensa i pionera, que va ser l'inici dels seus treballs sobre el manteniment dels sistemes de poder per mitjà de la transmissió d'una cultura dominant. Durant aquesta segona part dels anys 1960 va mantenir una estreta relació de treball amb Raymond Aron.
El 1975 va fundar la revista Actes de la recherche en sciences sociales, centrada en la publicació d'articles d'investigació que mostren els mecanismes pels quals la producció cultural ajuda a sostindre l'estructura dominant de la societat. El 1981 va ser nomenat per la prestigiosa càtedra de Sociologia del Collège de France. Cap a finals dels anys 1980, Bourdieu s'havia convertit en un dels científics socials més citats als Estats Units d'Amèrica i, cap a mitjans dels anys 1990, inicià activitats fora dels cercles acadèmics, tot donant suport a molt diverses mobilitzacions socials. Aviat es convertí en referent intel·lectual dels moviments socials alternatius. Va morir de càncer a l'hospital de Saint-Antoine de París, el 23 de gener de 2002.
El treball de Bourdieu es dedica amb perseverança a la superació de les antinòmies que, segons el seu plantejament, bloquegen els avanços en les ciències socials des del seu propi interior, com ara l'antagonisme entre el coneixement objectiu i el coneixement subjectiu, o la separació entre la dimensió simbòlica i la dimensió material de la vida social. En aquest sentit, el projecte de Bourdieu consistia a elaborar una «economia política unificada de les pràctiques socials», capaç d'unificar la perspectiva fenomenològica i la perspectiva estructural. En el seu llibre Choses dites, el mateix Bourdieu proposa d'anomenar la seua proposta com a «estructuralisme constructivista» o «constructivisme estructuralista».

## Biografia
Pierre Bourdieu va néixer a Denguin, als Pirineus Atlàntics, i a casa seva es parlava occità béarnés, un dialecte del gascó.
El 1962 Bourdieu es va casar amb Marie-Claire Brizard, i la parella tindria tres fills, Jérôme, Emmanuel i Laurent. Bourdieu es va educar al Lycée Louis-Barthou de Pau abans de traslladar-se al Liceu Louis-le-Grand de París. Des d'allà va ingressar a l'École Normale Supérieure (ENS), també a París, on va estudiar filosofia al costat de Louis Althusser. Després d'obtenir la seva agrégació, Bourdieu va treballar com a professor de liceu a Moulins durant un any abans del seu reclutament a l'exèrcit francès el 1955.
Els seus biògrafs expliquen que va optar per no entrar al Col·legi d'Oficials de la Reserva com molts dels seus companys graduats a l'ENS, ja que desitjava quedar-se amb gent del seu propi entorn social modest. Desplegat a Algèria l'octubre de 1955 durant la seva guerra d'independència de França, Bourdieu va servir en una unitat de vigilància d'instal·lacions militars abans de ser traslladat a treballs administratius. Després del seu servei militar durant un any, Bourdieu es va quedar com a professor a Alger. Durant la Guerra d'Algèria (1958-1962), Bourdieu va emprendre una investigació etnogràfica sobre l'enfrontament a través d'un estudi del poble cabilenc, posant les bases de la seva reputació antropològica. El resultat va ser el seu primer llibre, Sociologie de l'Algérie (1958), que va tenir un èxit immediat a França i es va publicar a Amèrica el 1962. Més tard es va basar molt en aquest treball de camp en el seu llibre de 1972 Esquema d’una teoria de la pràctica, una forta intervenció en la teoria antropològica.
Bourdieu va buscar habitualment connectar les seves idees teòriques amb la recerca empírica i la seva obra es pot veure com una sociologia de la cultura o, com ell la va descriure, una «teoria de la pràctica». Les seves contribucions a la sociologia van ser tant evidències com teòriques (és a dir, calculades a través dels dos sistemes). Els seus termes clau seran «habitus», «capital» i «camp».
Va estendre la idea de capital a categories com el capital social, el capital cultural i el capital simbòlic. Per a Bourdieu cada individu ocupa una posició en un «espai social» multidimensional; una persona no es defineix només per la pertinença a la classe social, sinó per cada tipus de capital que pot articular a través de les relacions socials. Aquest capital inclou el valor de les xarxes socials, que Bourdieu va demostrar que es podria utilitzar per produir o reproduir desigualtats.
El 1960, Bourdieu va tornar a la Universitat de París abans d'obtenir una plaça de professor a la Universitat de Lilla, on va romandre fins a 1964. A partir de 1964 Bourdieu va ocupar el càrrec de directeur d'études a la VI secció de l'École Pratique des Hautes Études (la futura École des Hautes Études en Sciences Sociales), i a partir de 1981 la càtedra de Sociologia del Collège de France (presentat davant d'ell per Raymond Aron i Maurice Halbwachs). El 1968, Bourdieu es va fer càrrec del Centre de Sociologie Européenne, fundat per Aron, que va dirigir fins a la seva mort.
L'any 1975, amb el grup de recerca que havia format al Centre de Sociologie Européenne, va posar en marxa la revista interdisciplinària Actes de la recherche en sciences sociales, amb la qual pretenia transformar els cànons acceptats de la producció sociològica alhora que reforçava el rigor científic de la sociologia. El 1993 va ser distingit amb la Médaille d'or du Centre National de la Recherche Scientifique (CNRS). El 1996 va rebre el premi Goffman de la Universitat de Califòrnia a Berkeley i el 2001 la medalla Huxley del Royal Anthropological Institute. Bourdieu va morir de càncer als 71 anys.

## Principis epistemològics
La seua anàlisi de la realitat social parteix de tres principis epistemològics:
1. La perspectiva fenomenològica i la perspectiva estructural, associades a la dicotomització de l'anàlisi de l'estructura social, són dos moments en l'estudi d'una mateixa realitat social. En el primer moviment, l'objectivista o estructural, s'aparten les representacions corrents, de la vida quotidiana, per tal de construir estructures objectives, com a espais socials de posicions i de distribució dels recursos socialment eficients, que poden anomenar-se «camps» i que defineixen les determinacions exteriors que actuen sobre les interaccions i representacions dels agents socials. El segon moviment, el subjectivista o fenomenològic, reintrodueix l'experiència immediata per tal d'explicitar les categories de percepció i apreciació, les disposicions, que estructuren, des de l'interior, les seues accions i representacions, o preses de posició.
2. Existeix una correspondència entre l'estructura social, món dels objectes, i l'estructura mental, món dels subjectes, ja que les estructures del pensament s'organitzen a partir de l'estructura experimentada en els grups. Aquesta correspondència és deguda al fet que el sistema escolar, generalitzat, facilita l'homologia entre els diferents camps de relació i les estructures de pensament; però, a més, existeix una connexió genètica entre les divisions socials i els esquemes mentals, ja que una exposició continuada a determinades condicions socials de vida imprimeix disposicions duradores, que podem anomenar habitus. Aquesta correspondència entre estructura material i estructura mental, a més, acompleix funcions eminentment polítiques, en aconseguir que els actors es comportin de conformitat amb l'estructura social vigent, amb la qual cosa els sistemes de classificació, les estructures mentals, es constitueixen en preses de posició en els conflictes socials que oposen els grups.
3. Són les relacions les que assumeixen la primacia en l'anàlisi de l'estructura i l'acció social i, per tant, cal realitzar una anàlisi relacional, una sociologia relacional o reflexiva, que ens ajuda a entendre la correspondència entre la posició en l'estructura i la disposició en l'acció, és a dir, que ens permeti explicar les relacions entre el camp (estructura) i l'habitus(acció). Aquestes relacions són de condicionament, en la mesura que el camp estructura l'habitus, i de coneixement, ja que l'habitus contribueix a construir el camp com a món significatiu, amb sentit.

## Conceptes
Tres són els conceptes bàsics de la construcció teòrica de Bourdieu. Dos d'aquests, «camp» i «habitus» d'aportació pròpia, i el tercer, «capital», manllevat del món de l'economia.
1. Camp: sistema estructurat de forces objectives, configuració relacional dotada d'una força de gravetat específica que és capaç d'imposar-se a tots els objectes i agents que penetren la seua àrea d'influència. Es tracta d'una xarxa o configuració de relacions entre posicions. Una societat diferenciada no forma una totalitat indiferenciada, sinó que es compon d'un conjunt d'esferes de relació, o «camps de joc», relativament autònomes, que no es poden reduir a una lògica social única. Aquestes esferes de relació són construïdes sobre el conjunt de relacions, objectives i històriques, entre diverses posicions, sobre la base de determinades formes de poder, o «capitals». Cada esfera, o camp, prescriu els seus valors particulars (capitals) i els seus propis principis de regulació, les seues regles de joc. Cada camp és, al mateix temps, espai de concurrència i espai de conflicte: lloc d'acceptació de les regles per la competència i lloc de lluita per les regles i els recursos del camp. En aquests, els agents participants rivalitzen amb l'objectiu d'establir un monopoli sobre el tipus específic de capital que és eficient en eix camp, sobre l'autoritat específica que el fixa i sobre la jerarquia i les taxes de conversió entre les diverses formes de capital.
2. Capital: valor que s'intercanvia en les relacions entre agents. El capital no existeix ni funciona, si no és en relació amb un camp concret. El capital confereix poder sobre el camp, sobre els instruments, materialitzats o incorporats, de producció i reproducció, i sobre les regularitats i regles que defineixen el funcionament del camp i, per això mateix, sobre els avantatges que es generen. Bourdieu assenyala quatre espècies fonamentals de capital, cada una amb les seues subespècies. El «capital econòmic», compost per recursos com ara la propietat i les rendes; el «capital cultural», compost per recursos informatius, per això també l'anomena «capital informacional»», i pot prendre tres formes (incorporat, objectivat i institucionalitzat); el «capital social», com a suma de recursos, actuals o virtuals, resultat de posseir una xarxa duradora de relacions socials. Una espècie particular de capital social és el capital polític, capaç d'operar una patrimonialització dels recursos col·lectius, mitjançant els recursos. Finalment, està el «capital simbòlic», que és la forma que prenen els diversos capitals quan els agents desconeixen el caràcter arbitrari de la seua possessió i acumulació, encara que coneguen la seua lògica específica.
3. Habitus: són el producte de la interiorització d'una multiplicitat d'estructures externes, que els agents incorporen en forma d'esquemes mentals i corporals de percepció, apreciació i acció. Són el principi generador de les estratègies que permeten els agents fer front a situacions molt diverses en la pràctica i, per això, són creatius dins dels límits establerts pel camp, ja que l'habitus reacciona davant les demandes del camp. Són duradors, però no immutables. Són una mena d'operador de racionalitat, però d'una racionalitat pràctica. Els habitus són mecanismes estructurats que funcionen a l'interior dels agents, encara que no són ni pròpiament, ni estrictament, individuals. Els agents socials són portadors de capitals diversos i, segons la seua posició i trajectòria en el camp (resultant de la seua dotació de capital), tenen una propensió a orientar-se activament, bé siga cap a la conservació de la distribució de capitals, bé siga cap a la subversió d'aquesta distribució. Els camps no poden funcionar si no és en relació amb els habitus dels agents.

## Obres traduïdes al català
- Contrafocs: Reflexions útils per resistir a la invasió neoliberal. Edicions 62, 1999. ISBN 8429745041 (títol original: Contre-feux: Propos pour servir à la résistance contre l'invasion néo-libérale, 1998)
- El camp polític: Nous desafiaments a la democràcia del segle XXI. Gedisa, 2017. ISBN 9788416919796 (títol original: Propos sur le champ politique, 2000)
- Esbós d'autoanàlisi. Publicacions de la Universitat de València, 2008. ISBN 9788437067285 (títol original: Esquisse pour une auto-analyse, 2004)
- L'art i el poder: Intercanvi lliure. Edicions de 1984, 2004. ISBN 8496061159 (títol original: Libre-échange, 1994)
- La dominació masculina. Edicions 62, 2000. ISBN 8429746560 (títol original: La Domination masculine, 1998)
- La reproducció: Elements per a una teoria del sistema d'ensenyament. Eumo, 2014. ISBN 9788497665018 (títol original: La Reproduction: Éléments pour une théorie du système d'enseignement, 1970)
- Per a una sociologia reflexiva. Herder, 1994. ISBN 8425418437 (títol original: Réponses: Pour une anthropologie réflexive, 1992)
- Sobre la televisió. Edicions 62, 1997. ISBN 8429743235 (títol original: Sur la télévision, suivi de L'emprise du journalisme, 1996)
- Tres estudis d'etnologia de la Cabília. Publicacions de la Universitat de València, 2009. ISBN 9788437074047 (títol original: Trois études d'ethnologie kabyle, 1972)
- La vida com a combat.  UOC, 2011. ISBN 9788497884600.